# Красково (платформа)
Краско́во — остановочный пункт Рязанского направления Московской железной дороги в посёлке Малаховка, на границе с посёлком Красково городского округа Люберцы Московской области. Находится недалеко от поймы реки Пехорки. Расположена по линии в 27-ми километрах к юго-востоку от Москвы. В 2019  г. установлены турникеты.

## История
Платформа открыта в 1902 году, названа по селу Красково.

Турникеты на станции Красково, второй главный путь, вид в сторону Томилино (на Москву)

В 2015 году открыт пешеходный мост над путями в середине платформы, в связи с чем пешеходные переходы на уровне путей в обеих концах платформы демонтированы.
В 2019 году перед открытием павильона с турникетами, неизвестные сломали стеклянные дверцы и табло на них. Вскоре были установлены новые турникеты.

## Описание
Билетная касса находится перед мостом со стороны Красково. Касса со стороны Малаховки не работает. Имеются 4 автомата для продажи билетов на платформе и 1 автомат для покупки билета на выход.

## В литературе
Гиляровский, Владимир Алексеевич в заметке «Сюжет рассказа „Злоумышленник“» описал встречу и знакомство Чехова с крестьянином Никитой Пантюхиным (Хромым) в подмосковном дачном местечке Красково. Никита Пантюхин был «великим мастером по ловле налимов» и в качестве грузил использовал железнодорожные гайки.

В. А. Гиляровский «Сюжет рассказа „Злоумышленник“»:

А. П. старался объяснить Никите, что отвинчивать гайки нельзя, что из-за этого может произойти крушение поезда, но это было совершенно непонятно мужику: «Нешто я все гайки-то отвинчиваю? В одном месте одну, в другом — другую… Нешто мы не понимаем, что льзя, что нельзя!»

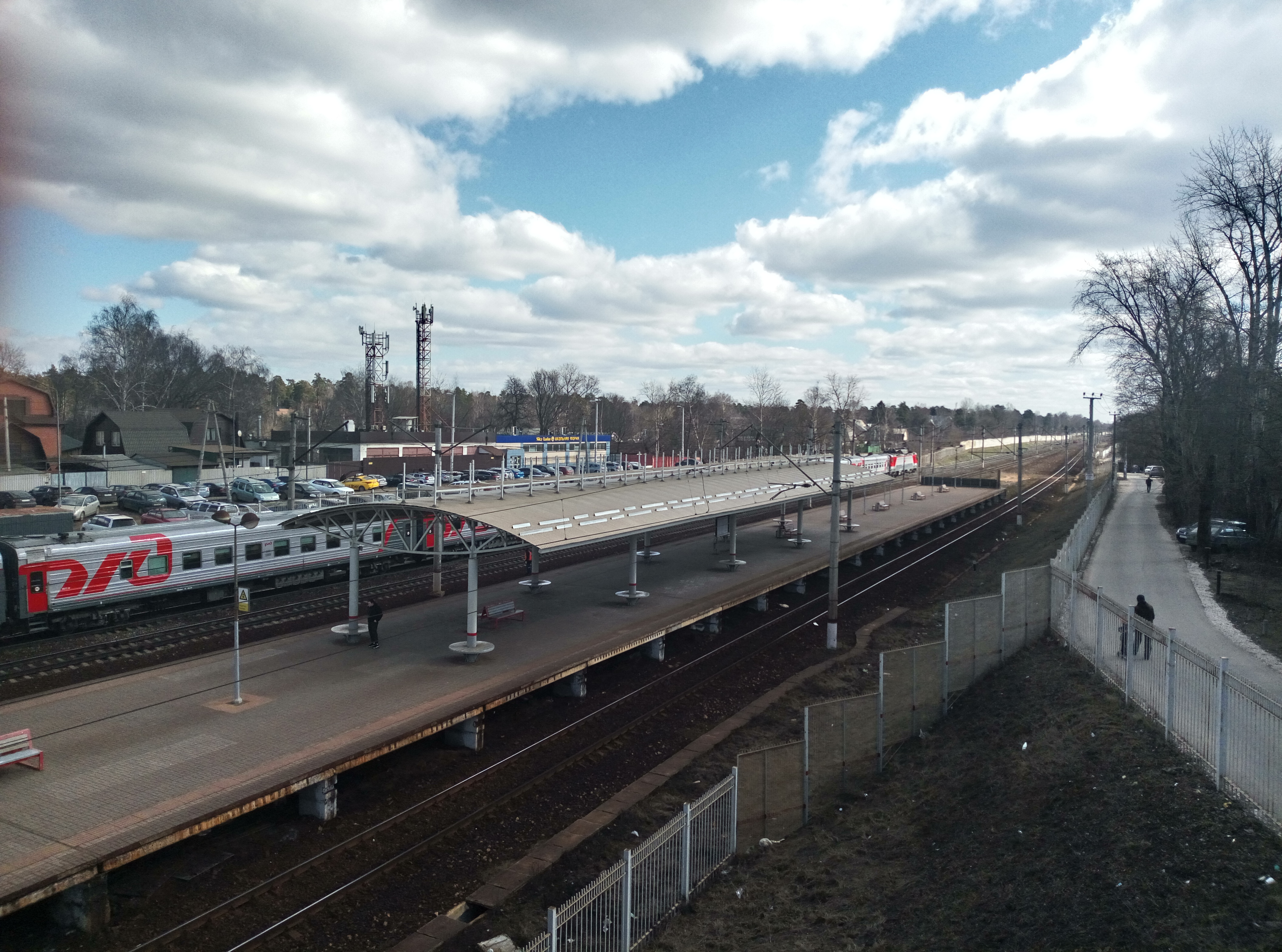
Вид в сторону станции Малаховка (от Москвы), второй главный путь (на Москву)